# He Zhuoyan
He Zhuoyan (n. 26 de noviembre de 1988) es una actriz y cantante china, y una de las diez finalistas del concurso de 2005 organizada en Hangzhou en el festival de canto Super Girl. En 2006, fue denominada campeona de la categoría Zhang Jizhong, mediante una página de Yahoo en Tres programas denominada, Búsqueda por una Estrella. Ella firmó con la empresa de Huayi, una agencia de talento de hermanos ese mismo año, y actuó en una serie de dramas en un canal de televisión producido por Zhang Jizhong. En 2007, se convirtió en la persona más joven en obtener un premio en el Celebrity Forbes China 100, fue ganadora de dicha celebridad con el premio mayor potencial a la edad de 18 años.

## Filmografía

### Películas
| Año  | Título                   | Personaje | Notas      |
| ---- | ------------------------ | --------- | ---------- |
| 2010 | Hot Summer Days 全城熱戀 | Xiaoli    | guest star |

### Televisión
| Año  | Título                                          | Personaje     | Notas |
| ---- | ----------------------------------------------- | ------------- | ----- |
| 2008 | Royal Tramp 鹿鼎記                              | Shuang'er     |       |
| 2008 | Paladins in Troubled Times 大唐遊俠傳           | Wang Yanyu    |       |
| 2008 | Bing Sheng 兵聖                                 | Guo Moli      |       |
| 2009 | The Heaven Sword and Dragon Saber 倚天屠龍記    | Xiaozhao      |       |
| 2009 | Nonstop 青春进行时                              | He Zhuoyan    |       |
| 2010 | Salvation Woman Soldier Hui Situ 拯救女兵司徒慧 | Situ Hui      |       |
| TBA  | Journey to the West 西遊記                      | Albino rat    |       |
| TBA  | Journey of the Fortune God 财神有道             | Lanhua xianzi |       |

### Stage performances
| Year | Title                       | Role        | Notes |
| ---- | --------------------------- | ----------- | ----- |
| 2010 | Shouwang Mengxiang 守望夢想 | Female lead |       |

## Discografía
| Título de la cancióm                                  | Título en chino | Artista Original |
| ----------------------------------------------------- | --------------- | ---------------- |
| Yumao (Feather)                                       | 羽毛            | Cyndi Wang       |
| Dang Ni (When You)                                    | 当你            | Cyndi Wang       |
| Ai Ni (Love You)                                      | 爱你            | Cyndi Wang       |
| Aiqing Jiayou (Cheer on for Love)                     | 爱情加油        | Cyndi Wang       |
| Tian Heihei (Dark Sky)                                | 天黑黑          | Stephanie Sun    |
| Yujian (Meeting)                                      | 遇见            | Stephanie Sun    |
| Lü Guang (Green Light)                                | 绿光            | Stephanie Sun    |
| Ouruola (Aurora)                                      | 欧若拉          | Angela Chang     |
| Shouxin De Taiyang (The Sun in My Palm)               | 手心的太阳      | Angela Chang     |
| Remember                                              |                 | S.H.E            |
| Meili Xin Shijie (Beautiful New World)                | 美丽新世界      | S.H.E            |
| Yes I Love You                                        |                 | S.H.E            |
| Huizhe Chibang De Nühai (The Girl Flapping Her Wings) | 挥着翅膀的女孩  | Joey Yung        |
| Ni Yao De Ai (The Love You Want)                      | 你要的爱        | Penny Tai        |
| Xiang Jia (Homesick)                                  | 想家            | Genie Chuo       |
| Qishi Jingshen (Knight's Spirit)                      | 骑士精神        | Jolin Tsai       |
| Jia Sudu (Increase Speed)                             | 加速度          | Huo Ying         |
| Xiaodingdang (Doraemon)                               | 小叮当          | Mavis Fan        |
| Fenshou Kuaile (Happy Separation)                     | 分手快乐        | Fish Leong       |
| Duoxie Shilian (Thank You for Breaking Up)            | 多谢失恋        | Twins            |

| Año  | Título de la canción                                               | Título en chino | Notas               |
| ---- | ------------------------------------------------------------------ | --------------- | ------------------- |
| 2005 | Daoshu Sanmiao Shuo Aini (Countdown Three Seconds, Say I Love You) | 倒数三秒说爱你  | original            |
| 2007 | Guangrong (Pride)                                                  | 光荣            | performed with BoBo |